# Takanezawa
Takanezawa (高根沢町?) è una cittadina giapponese della prefettura di Tochigi.